# La Puebla de Castro
La Puebla de Castro település Spanyolországban, Huesca tartományban. La Puebla de Castro Secastilla, Graus, Olvena és El Grado községekkel határos. Lakosainak száma 427 fő (2024).

## Népesség
A település népessége az utóbbi években az alábbiak szerint változott:
| Lakosok száma | 331  | 372  | 403  | 428  | 430  | 401  | 361  | 383  | 415  | 427  |
|               | 2001 | 2004 | 2007 | 2009 | 2012 | 2014 | 2017 | 2019 | 2022 | 2024 |